# 奥昔嘌醇
奥昔嘌醇（INN：oxipurinol；USAN：oxypurinol）是黄嘌呤氧化酶的抑制剂。它是别嘌醇的活性代谢物，通过肾脏清除。在患有肾脏疾病的情况下，这种代谢物会积累到有毒水平。它通过抑制黄嘌呤氧化酶，从而减少尿酸的产生。高血清尿酸水平可能会导致痛风、肾结石和其他疾病。